# Parafia Zmartwychwstania Pańskiego w Rabacie
Parafia Zmartwychwstania Pańskiego – parafia prawosławna w Rabacie w jurysdykcji Patriarchatu Moskiewskiego. Początkowo stauropigialna, od 29 grudnia 2021 r. w eparchii północnoafrykańskiej Patriarszego egzarchatu Afryki.
Parafia powstała w 1927. Świątynią parafialną jest cerkiew Zmartwychwstania Pańskiego w Rabacie, wzniesiona w latach 1931–1932.